# Friedrich Reinitzer

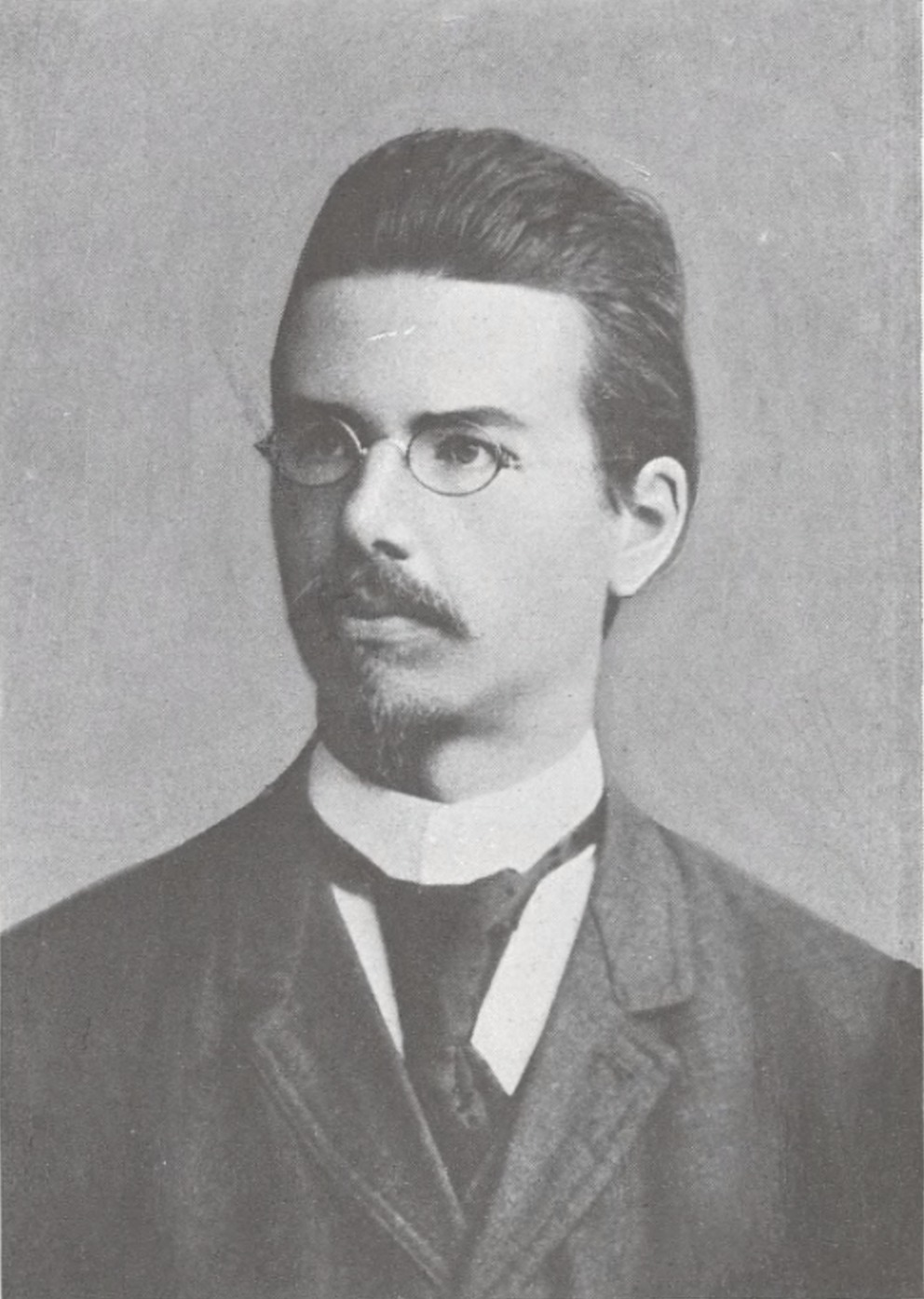
Friedrich Reinitzer

Friedrich Richard Kornelius Reinitzer (* 25. Februar 1857 in Prag; † 16. Februar 1927 in Graz) war ein österreichischer Botaniker, Chemiker und Entdecker der Flüssigkristalle.

## Leben
Reinitzer wurde 1857 als Sohn eines Weinbauers in Prag geboren. Von 1867 bis 1873 besuchte er die Realschule in Prag. An der chemisch-technischen Fachschule der Technischen Hochschule Prag und an der Deutschen Universität Prag begann er 1873 sein Studium. 1877 schloss er das Studium ab und wurde daraufhin Assistent für allgemeine und analytische Chemie. In den Jahren 1882 bis 1888 war er Assistent für Botanik am Pflanzenphysiologischen Institut der Deutschen Universität Prag. 1883 wurde er an der Deutschen Technischen Hochschule Prag für Warenkunde und technische Mikroskopie habilitiert. 1888 wurde Reinitzer dort zum außerordentlichen Professor für Botanik, Warenkunde und technische Mikroskopie ernannt. 1891 wurde er außerordentlicher Professor für Agrikulturchemie an der Deutschen Technischen Hochschule Prag.
1895 siedelte er nach Graz um, wo er an der dortigen Technischen Hochschule zunächst zum außerordentlichen Professor und ab 1902 zum Ordinarius für Botanik, organische Rohstofflehre  und technische Mikroskopie ernannt wurde.
Der Chemiker Benjamin Reinitzer (1855–1928) und der Bildhauer und Ziseleur Alois Reinitzer (1865–1917) waren Brüder von Friedrich Reinitzer. Sigrid Reinitzer und Heimo Reinitzer waren seine Enkel.

## Werk

Die Strukturformel von Cholesterylbenzoat

Die bedeutendste Leistung Reinitzers war die Entdeckung der flüssigkristallinen Phase. 1888 experimentierte Reinitzer mit Ester-Derivaten des Cholesterins. Das Cholesterin gewann er durch Extraktion aus Karotten. Mit den Derivaten erhoffte er sich, Informationen über die Struktur des Cholesterins zu bekommen. Zuvor konnten bereits einige Wissenschaftler eine deutliche Farbänderung beim Schmelzen verschiedener Cholesterin-Derivate beobachten. Eine der von Reinitzer synthetisierten Verbindungen war das Cholesterylbenzoat, der Benzoesäureester des Cholesterins, dessen molare Masse er eigentlich bestimmen wollte. Auch am Cholesterylbenzoat konnte Reinitzer eine Farberscheinung im Bereich des Schmelzpunktes feststellen. Neu war jedoch, dass diese Substanz zwar bei 145 °C ihren Schmelzpunkt hat, aber die Schmelze eine relativ viskose und vor allem trübe Flüssigkeit darstellte. Durch weiteres Erhitzen bei 178,5 °C wurde aus der trüben Flüssigkeit eine klare. Der Vorgang war beim Abkühlen reversibel und reproduzierbar. Auch weitere Aufreinigungsprozesse änderten nichts am Verhalten der Substanz. Solche vermeintlichen Schmelzintervalle sind üblicherweise bei verunreinigten Verbindungen zu beobachten; Reinsubstanzen haben dagegen einen „scharfen“ Schmelzpunkt. Reinitzer wusste dieses Phänomen nicht weiter zu deuten und zog den Prager Kristallografen Viktor Leopold Zepharovic zu Rate. Auch der fand keine Erklärung für dieses Phänomen und empfahl Reinitzer, dass sich dieser an Otto Lehmann in Aachen wenden solle. Am 14. März 1888 schrieb Reinitzer an Lehmann, der damals Privatdozent an der Kgl. Technischen Hochschule Aachen war. Es folgte darauf ein Briefwechsel und der Austausch von Proben – Cholesterylbenzoat und Cholesterylacetat. Lehmann stellte bei der Untersuchung der so genannten Reinitzerschen Präparate fest, dass sie ebenso wie das von ihm untersuchte Silberiodid zwischen der flüssigen und festen Phase eine dritte Phase aufweisen. Diese Phase zeigt beispielsweise eine sonst nur bei Feststoffen zu beobachtende Doppelbrechung.
Der Briefwechsel zwischen Lehmann und Reinitzer endete am 24. April 1888, und viele Fragen blieben unbeantwortet. Reinitzer präsentierte am 3. Mai 1888 bei einer Tagung der Chemischen Gesellschaft zu Wien die Ergebnisse unter Nennung der Beiträge von Lehmann und von Zepharovic.
Reinitzer entdeckte an den Cholesterinestern drei wichtige Charakteristika für cholesterische Flüssigkristalle:
- Das Vorhandensein von zwei „Schmelzpunkten“ (Schmelzpunkt und Klärpunkt)
- Die Reflexion von zirkular polarisiertem Licht
- Die Fähigkeit, die Richtung polarisierten Lichtes zu drehen

Auch wenn das Jahr 1888 als Geburtsstunde der Flüssigkristallforschung gilt, blieben die „fließenden Kristalle“ – der Ausdruck wurde später von Otto Lehmann geprägt – nahezu 80 Jahre lang ein Phänomen ohne größere praktische Anwendung. Erst zu Beginn der 1970er Jahre konnte mit den elektrooptischen Anzeigen auf Basis von Flüssigkristallen (LCDs) eine erste Anwendung in Armbanduhren, Taschenrechner und ähnlichem gefunden werden. Bis zur breiten Anwendung in flachen Fernsehern sollten weitere 35 Jahre vergehen.

## Ehrung und Kritik
1889 wurde in Graz der Reinitzerwerg nach ihm benannt. Reinitzer war Gründungsmitglied der Grazer Ortsgruppe der Gesellschaft für Rassenhygiene. Eine vom Grazer Gemeinderat eingesetzte Historikerkommission beurteilte das 2017 als eine Straßenbenennung mit Diskussionsbedarf.

## Schriften
- Über die physiologische Bedeutung der Transpiration von Pflanzen. In: Sitzungsberichte der Akademie der Wissenschaften. Band 83, Wien 1881, S. 22–36 (zobodat.at [PDF]).
- Analyse eines vegetabilen Fettes. In: Sitzungsberichte der Akademie der Wissenschaften. Wien 1882.
- Über die Bestandteile der Blätter von Fraxinus Excelsior. In: Monatshefte für Chemie. 3/1882.
- Über Hydrocarotin und Carotin. In: Sitzungsberichte der Akademie der Wissenschaften. Wien 1886.
- Beiträge zur Kenntnis des Cholesterins. In: Monatshefte für Chemie. 9/1888.
- Ueber die wahre Natur des Gummifermentes. In: Zeitschrift für physiologische Chemie. 14(5)/1890, S. 453–470, Strassburg 1890.
- Der Gerbstoffbegriff und seine Beziehungen zur Pflanzenchemie. In: Lotos. Band 11, 1891.
- Ueber das zellwandlösende Enzym der Gerste. In: Hoppe-Seyler's Zeitschrift für physiologische Chemie. 23(2), Strassburg 1897, S. 175–208.
- Über Pilze als Ammen und Ernährer für höhere Pflanzen. In: Mitteilungen des naturwissenschaftlichen Vereins für Steiermark. Graz 1907.
- Zur Geschichte der flüssigen Kristalle. In: Annalen der Physik. Band 27, Folge 4, Leipzig 1908.
- Über die Enzyme des Akaziengummis und einiger anderer Gummiarten. In: Hoppe-Seyler’s Zeitschrift für physiologische Chemie. Band 61(4/5), Strassburg 1909, S. 352–394.
- Über die Atmung der Pflanzen. Inaugurationsrede, Graz 1909.
- Erwiderung betreffend die Enzyme des Akaziengummis. In: Hoppe-Seyler’s Zeitschrift für physiologische Chemie. Band 64(2), Strassburg 1910, S. 164–168.
- Beitrag zur Kenntnis des Baues der Flachs- und Hanffaser. In: Archiv für Chemie und Mikroskopie. Wien 1911.
- Ueber die Lupulinbestimmung im Hopfen. In: Berichte. der Österr. Gesellschaft zur Förderg. d. chem. Ind. 1889.
- Vorkommen und Gewinnung der Kautschukmilch. In: Mitteilungen des naturwissenschaftlichen Vereins für Steiermark. Band 53, Graz 1912, S. 247–259 (zobodat.at [PDF]).
- Die Harze als pflanzliche Abfallstoffe. In: Mitteilungen des naturwissenschaftlichen Vereins für Steiermark. Graz 1914.
- Untersuchungen über Siambenzoe. In: Archiv der Pharmazie. Band 252, Berlin 1914, S. 8–21 (zobodat.at [PDF]).
- Dextrinfabrikation. In: Lexikon der gesamten Technik und ihrer Hilfswissenschaften. Stuttgart 1919.
- Untersuchungen über das Olivenharz. In: Sitzungsberichte der Akademie der Wissenschaften. Band 133, Wien 1926, S. 87–94 (zobodat.at [PDF]).
- Die Gewinnung der Benzoe und des Benzoevorharzes. In: Archiv der Pharmazie. Band 264, Leipzig 1926.